# Trhä
Trhä (littéralement « la clef de la vraie magie parfaite, des vrais désirs et plaisirs fantastiques, et ce lieu magique lointain ») est un projet musical solo américain de black metal atmosphérique et d'ambient.

## Histoire
Le projet a été fondé en 2020 aux États-Unis d'Amérique par Damián Antón Ojeda, qui publie également de la musique sous d'autres projets musicaux solo comme Sadness et qui s'occupe de tout. Les albums sont publiés à la fois sous forme numérique en auto-édition sur Bandcamp et sur différents supports avec différents partenaires tels que les labels Canti Eretici Productions, Flowing Downward, GoatowaRex et Ixiol Productions.
Le projet musical solo se fait remarquer en 2022 grâce à l'album Vat gëlénva!!!, album voté positivement par la critique, qui en souligne l'originalité dans l'emploi de cinq langues construites (toutes conçues par Damián Antón Ojeda) dans les titres et dans les paroles des chansons : Hadlhaj, Jeuth Ryãvûln, Kadahh, Thëhht Dehël'hjän et Luclürh. Ce qui est aussi remarqué est aussi la grande quantité des album et d'EPs publiés.

## Style et influence
L'album Vat gëlénva!!! (2022), est écrit comme ayant des mélodies « rappelant le black metal brut d'Extrême-Orient » et que le style varie de l'utilisation du death metal au thrash metal en passant par le black metal américain. En outre dans Metal Academy, il était écrit à propos de l'album Nvenlanëg, sorti en 2020, que le « lo-fi atmospheric black metal » de cet était comparable au style du groupe suisse de black metal Paysage d'hiver.
Au cours de ses cinq années d'activité, le groupe a exercé une influence sur la scène black metal américaine. En effet des nombreux groupes reprennent le style et les langues construites de Trhä, dont les publications sont souvent des splits avec Trhä.

## Discographie

### Albums studio
- 2020 : Nvenlanëg
- 2021 : Endlhëtonëg
- 2022 : Tálcunnana dëhajma tun dejl bënatsë abcul'han dlhenic ëlh inagat, jahadlhë adrhasha indauzglën nu dlhevusao ibajngra nava líeshtamhan ëf novejhan conetc danëctc qin, ëf tu dlhicadëtrhënna bë ablhundrhaba judjenan slhëtangrasë shidandlhamësë inqom
- 2022 : Mã Héshiva õn dahh Khata trhândlha vand ëfd datnen Aghen Ecíës drhãtdlhan savd
- 2022 : Vat gëlénva!!!
- 2022 : Endlhëdëhaj qáshmëna ëlh vim innivte
- 2023 : Lhum'ad'sejja
- 2023 : §ºanΩë aglivajsamë cá nëlh¶iha i eddana pi¶e
- 2023 : Alëce iΩic
- 2024 : ∫um'ad∂ejja cavvaj
- 2025 : ∫um'ad∂ejja ∫ervaj
- 2025 : ∫um'ad∂ejja mºoravaj
- 2025 : Ducel ëf ∂acet'asde§ den alëcaáhabna ë∫ igatenamëc. já sjaboj. já qá§mëna. ëmat'alsob nimëde eh enΩëcunnab nipi¶e

### EPs
- 2020 : Novej Qalhnjënno
- 2021 : Lhum jolhduc
- 2021 : Inagape
- 2023 : Im ëmat gan líeshtam namvajno
- 2023 : Rhejde qhaominvac tla aglhaonamëc
- 2023 : Nêbamducel cánsë ulan da gunej
- 2023 : EnΩëcunna edëno£sa qud'lhëlh
- 2023 : Av◊ëlajnt◊ë£ hinnem nihre
- 2024 : NêbamΩejn
- 2024 : Faj den EnΩëtonëghappan nvona Tóvarba dëhajnva ëfpalte∫ eh yënáº£les §anënbe cetmac eh den léhams selb'ºe nêbam'o∫nëb ◊u∫an d‡éf§
- 2024 : Monta ana also
- 2025 : Di nido jad - ◊untwan law¶ur dëhajt◊ejn - a∫ëtana lín bë
- 2025 : Lact’eben

### Compilations
- 2025 : Av◊ëlajnt◊ë£ hinnem nihre / Nêbamducel cánsë ulan da gunej

### Splits
- 2021 : Edënohhdlha hálgra tu majtranlh'ha / Ga nëcëcta mon idlhi (avec Celestial Sword)
- 2023 : Die Macht der Feenflamme (avec Acheulean Forests)
- 2023 : Eliante // Trhä
- 2023 : Starcave Nebula // Trhä
- 2023 : Dlahdlhë (avec Sëht)
- 2023 : Trhä / Sanguine Wounds
- 2023 : Misotheismus / Trhä
- 2023 : Sankaku // Trhä
- 2023 : Abcu (avec Careus)
- 2023 : Trhä // Μνήμα
- 2023 : Zäckar / Novaj ilan (avec Midoran)
- 2023 : Trhä // Sunset
- 2024 : Di najb tu natálja ibajnma ëct / Lämèàen'th (avec Coffret de Bijoux)
- 2025 : Saidan / Trhä
- 2025 : Trhä / Midoran

### Coffrets
- 2023 : Trhä

## Membres
- Thét Älëf, Nönvéhhklëth detna hacëntera Trha, Jôdhrhä dës Khatës, Dlhâvênklëth fëhlätharan ôdlhënamsaran Ebnan : tout (depuis 2020)